# Nokia N810
Le Nokia N810 est un ordinateur de poche orienté Internet de Nokia, muni d'un clavier escamotable, d'un écran tactile haute résolution, d'une webcam, d'un GPS et pré-installé avec un système d'exploitation basé sur Linux.

## Caractéristiques générales
Il est annoncé le 17 octobre 2007 au Web 2.0 Summit à San Francisco.
En dépit de la forte association de Nokia avec les téléphones cellulaires, le N810 n'est pas un téléphone.
Il permet à l'utilisateur de naviguer sur l'Internet et de communiquer avec les réseaux Wi-Fi ou avec un téléphone par Bluetooth, et il est suffisamment petit pour tenir dans la poche. Il est basé sur le matériel et les logiciels du Nokia N800, avec certaines fonctions en plus et d'autres en moins. Les deux appareils sont appelés à cohabiter, l'un ne remplaçant pas l'autre.
Son processeur est de type ARM.
Le Nokia N810 est équipé de la Distribution Linux Internet Tablet OS 2008  fondé sur Maemo, 4.0, qui fournit un nouveau navigateur basé sur Mozilla Gecko, une application de carte routière, un nouveau lecteur multimédia et une interface rénovée.

## Ce que fait le N810
- Connectivité sans fil Wi-Fi et Bluetooth simple de mise en œuvre, permettant les fonctions Internet habituelles (web, mail, etc.).
- Accès à Internet par modem d'un téléphone portable (liaison USB ou Bluetooth).
- Lisible depuis un PC comme un disque externe par câble micro USB type B (fourni). L'opération inverse nécessite un câble de type A, non fourni ou un logiciel spécifique en combinaison avec le câble de type B.
- Saisie par clavier physique ou virtuel ou reconnaissance d'écriture.
- Reprogrammable avec de nombreuses applications.
- Positionnement GPS et possibilité d'enregistrer des "traces" de déplacement avec le logiciel OpenStreetMap.

## Ce qu'il ne fait pas
- Pas de prise Ethernet.
- Pas de sortie écran.
- Pas de système d'impression fourni en standard (devrait être possible par recompilation des systèmes d'impression standard de Linux).
- Pas de téléphonie GSM intégrée (mais possible en Wi-Fi par VoIP en utilisant par exemple Skype).
- Très peu d'applications installées par défaut, mais un grand nombre facilement installables.

## Principaux changements par rapport au N800
Le Nokia N810 a beaucoup en commun avec le Nokia N800, et le système Linux Maemo 4.0 fonctionne sur les deux, mais il y a des différences significatives entre les deux.
Voici les nouvelles caractéristiques du N810 :
- Clavier coulissant rétro-éclairé.
- Webcam sur la face avant.
- Capteur de lumière ambiante.
- GPS intégré .
- 2 Go de mémoire interne et un emplacement MiniSDHC.
- Un écran réflectif utilisable en pleine lumière.
- Un connecteur Micro-USB.

Les choses suivantes ont été retirées du N800 :
- Deux emplacements de cartes SDHC.
- La webcam encastrable et orientable.
- La radio FM.
- Le connecteur Mini-USB.

## Système d'exploitation
Le système développé par Nokia et fourni d'origine est Maemo. La dernière version est OS 2008 (diablo), également nommée Maemo 4. La version Maemo 5 ne fonctionne qu'à partir du Nokia N900.
Le système Openmoko et le système Android ont également pu être installés.